# Hans C. Otto
Hans C. Otto (* 7. September 1879 in Johanngeorgenstadt; † 8. September 1929 in Wien) war ein deutscher Handschuhfabrikant.

## Leben
Er war der Sohn des jüdischen Handschuhfabrikbesitzers Levi Cohn (1836–1915) und der Anna geb. Otto (1854–1924). Da bereits sein Vater den Antrag auf Änderung des Familiennamens gestellt hatte, erhielt er den Geburtsnamen der Mutter. Sein Vater, Ritter des Albrechts-Ordens I. Klasse, begründete 1868 die Glacéhandschuhindustrie in Johanngeorgenstadt. In seiner Fabrik arbeiteten über 900 Beschäftigte. 1909 musste allerdings über die traditionelle Handschuhfabrik L. Cohn das Konkursverfahren eröffnet werden. Sie ging in den Besitz von Steinberger & Kalisher in Berlin, New York und San Francisco, das damals weltgrößte Unternehmen der Handschuhbranche, über. Hans Ottos Vater setzte sich daraufhin zur Ruhe. Sein Sohn übernahm 1913 die Handschuhfabrik Pincus & Otto und wirkte als Geschäftsführer der Fiima La Tosca, Handschuhfabrik GmbH Johanngeorgenstadt, deren Stammhaus in London war und die neben den Fabriken in Johanngeorgenstadt (Glacélederfärberei Schallergasse, Handschuhmacherei Georgistraße und Kontor Bahnhofstraße/Ecke Markt) auch ein Werk in Worcester betrieb. 1913 lieferte seine Firma die aus Ziegenleder hergestellten Brauthandschuhe der Kaisertochter Viktoria Luise von Preußen.
Hans Otto starb einen Tag nach seinem 50. Geburtstag, den er in Wien gefeiert hatte.

## Ehrungen
In Johanngeorgenstadt war eine Straße nach ihm benannt. Der Stadtrat hatte 1919 den Bau eines Ehrengrabmals für Levi Cohn und dessen Familie auf dem Friedhof beschlossen, das 1921 feierlich eingeweiht wurde. Dort fand Hans Otto 1929 an der Seite seiner Eltern seine letzte Ruhestätte. An der Eibenstocker Straße gab es bis 1933 das Hans-Otto-Heim, das als Depot des Roten Kreuzes genutzt wurde. Die Otto-Villa in der Unteren Gasse wurde bis 1990 als Ferienheim genutzt.